# Duško Marčeta
Duško Marčeta (Sušak, 1913. – 1993.), hrvatski plivač, svestrani športaš i športski dužnosnik.

## Životopis
Rodio se na Sušaku. U Zagrebu diplomirao arhitekturu. Plicao je za klub Viktorija sa Sušaka, a godine 1928. je postavio hrvatski državni rekorder u omladinskoj kategoriji u disciplini 100 m leđno. Pored plivanja, bavio se  i skijanjem i tenisom.